# Джобен часовник
Джобен часовник е часовник, предназначен за носене в джоба.
Джобните часовници са най-разпространените преносими часовници от бързото им развитие през XVI век до годините след Първата световна война, когато се налагат часовниците, носени на китката. По време на самата война във въоръжените сили се разпространяват окопните часовници, преходен дизайн с характеристики и на двата вида. Обикновено джобните часовници са закачени на метална верижка, прикрепена към жилетката, ревера или колана, за да попречи на евентуалното им изпускане на земята. Понякога, особено при дамските модели, те се поставят и в плитък кожен калъф, който има декоративни и предпазни функции. Към верижките често се прикрепват и декоративни медальони, както и различни други пособия, като ключе за навиване на часовника, печат или уред за рязане на пури.
Първото споменаване на джобен часовник е от ноември 1462 година в писмо на италианския часовникар Бартоломей Манфреди. Към края на XV век в Италия и Германия се появяват часовници, задвижвани с пружина, а към 1526 година нюрнбергският часовникар Петер Хенлайн вече редовно изготвя джобни часовници. В хода на XVI век производството на джобни часовници се разпространява и в останалата част на Европа. Ранните джобни часовници имат само стрелка за часа, минутната стрелка се появява едва в края на XVII век.